# Le Tâtre

Le Tâtre este o comună în departamentul Charente, Franța. În 1 ianuarie 2022 avea o populație de 427 de locuitori.